# Telle mère, telle fille (film)
Pour les articles homonymes, voir Telle mère, telle fille.
 (mars 2017).
Si vous disposez d'ouvrages ou d'articles de référence ou si vous connaissez des sites web de qualité traitant du thème abordé ici, merci de compléter l'article en donnant les références utiles à sa vérifiabilité et en les liant à la section « Notes et références ».
Pour plus de détails, voir Fiche technique et Distribution.
Telle mère, telle fille est une comédie française réalisée par Noémie Saglio, et sortie en 2017

## Synopsis
Avril, 30 ans, active et mariée, tombe enceinte en même temps que sa mère délurée, Mado, qui vit sous son toit depuis son divorce, après qu'elle a couché avec son ex-mari.

## Fiche technique
- Titre : Telle mère, telle fille
- Réalisation : Noémie Saglio
- Scénario : Noémie Saglio et Agathe Pastorino
- Directeur de la photographie  : Pierre Aïm
- Monteur : Sandro Lavezzi
- Musique : Matthieu Chedid
- Producteur : Camille Gentet
- Production : Flamme Film et Gaumont, en association avec la SOFICA Indéfilms 5
- Distribution : Gaumont Distribution
- Pays d'origine :  France
- Durée : 94 minutes
- Genre : comédie
- Dates de sortie : 
  -  Belgique : 29 mars 2017
  -  France : 29 mars 2017
- Box-office France :

## Distribution
- Juliette Binoche : Mado
- Camille Cottin : Avril
- Lambert Wilson : Marc
- Catherine Jacob : Irène
- Jean-Luc Bideau : Debulac
- Olivia Côte : Cécile
- Stéfi Celma : Charlotte
- Charlie Dupont : Romain
- Philippe Vieux : Michel
- Michaël Dichter : Louis
- Hugues Jourdain : Eudes
- Sabine Pakora : Justine